# إلية راحة اليد
الضَرّة  أو إلية راحة اليد أو البروز اللحمي في راحة اليد (باللاتينية: hypothenar) بروز لحمي على الجانب الإنسي من راحة اليد. ينتج هذا البروز من وجود ثلاث عضلات تتحكم بحركة الخنصر هي:
- العضلة المبعدة لخنصر اليد
- العضلة المثنية القصيرة لخنصر اليد
- العضلة المقابلة للخنصر